# Gorno Selo
Gorno Selo (makedonska: Горно Село) är en ort i Nordmakedonien. Den ligger i kommunen Dolneni, i den centrala delen av landet, 60 kilometer söder om huvudstaden Skopje. Gorno Selo ligger 749 meter över havet och antalet invånare är 113.